# 주앙 5세
주앙 5세(포르투갈어: João V de Portugal, 1689년 10월 22일 ~ 1750년 7월 31일)는 포르투갈의 국왕(재위: 1706년 ~ 1750년)이다. 별칭은 관대왕(o Magnânimo).

## 가계
- 아내 : 오스트리아의 마리아 아나 : 신성 로마 제국 황제 레오폴트 1세의 딸
  - 바르바라(1717~1758) 스페인 왕비
  - 페드루(1712~1714)
  - 주제(1714~1777) 포르투갈 국왕
  - 카를루스(1716~1736)
  - 페드루(1717~1786) 포르투갈의 마리아 1세의 부군
  - 알렉산데르(1723~1728)

## 같이 보기
- 포르투갈 국왕
- 브라간사가